# Target Center
Target Center este o arenă multifuncțională situată în Minneapolis, Minnesota, Statele Unite. Găzduiește concerte, evenimente sportive și evenimente private. Target Corporation este partenerul originar și actual pentru drepturile de denumire al arenei. Are o capacitate de peste 20.000 de locuri pentru concerte, 702 de locuri pentru club și 68 de apartamente.
Arena găzduiește meciurile de pe teren propriu ale echipelor Minnesota Timberwolves (NBA) și Minnesota Lynx (WNBA).